# Янский (посёлок)
Янский — посёлок в Магаданской области России. Входит в Ольский район и соответствующий ему муниципальный округ.

## География
Расположен в 100 км от районного центра Ола, в 73 км от областного центра Магадана и 6285 км от Москвы.

## История
С 2005 до 2015 года входил в ныне упразднённое муниципальное образование сельское поселение посёлок Армань.

## Население
| 2002 | 2010 | 2012 | 2013 | 2018 | 2020 | 2021 |
| ---- | ---- | ---- | ---- | ---- | ---- | ---- |
| 111  | ↘41  | ↗45  | →45  | ↘32  | ↗33  | ↘29  |

## Улицы
Посёлок включает 4 улицы: Дорожная улица (11 домов), Заводская улица (6 домов), Озёрная улица (21 дом) и Янская улица (14 домов)